# Anna Missuna
Anna Missuna (belarús: Ганна Баляславаўна Місуна)  (Zabaloccie, 12 de novembre de 1868 - Moscou, 2 de maig de 1922) va ser una geòloga, mineralogista i paleontòloga polonesa nascuda a Rússia.

## Infància i educació
Anna Boleslavovna Missuna va néixer a la província de Vitebsk (llavors part de l'Imperi Rus, ara part de Belarús). Els seus pares eren polonesos. Va ser educada a Riga, on va aprendre a parlar alemany, i a Moscou, on va obtenir una beca per a educació superior de 1893 a 1896. Va continuar els seus estudis en mineralogia amb Vladímir Vernadski, i amb el cristal·lògraf Evgraf Fedorov.

## Carrera professional
El primer article de geologia d'Anna Missuna va aparèixer l'any 1898, un estudi de les formes cristal·lines del sulfat d'amoni, sent ella la coautora al costat de L. V. Yakovleva, i sent l'article publicat en la revista de la Societat Naturalista de Moscou. Va treballar sovint amb V. D. Sokolov en l'estudi de dipòsits quaternaris. Va escriure articles científics sobre la morrena finita a Polònia, Lituània, i Rússia, les característiques glacials a Belarús i Letònia, i els corals juràsics de Crimea. Va publicar articles i monografies tant en rus com en alemany.
De 1907 a 1922, Anna Boleslavovna Missuna va ser professora de química en la seva alma mater, la Universitat Estatal de Tecnologies Químiques de Moscou (per aquell temps, Cursos Superiors per a Dones de Moscou), ajudant a V. D. Sokolov. També va ensenyar petrografia, paleontologia, geologia històrica, i geografia històrica.
Anna Missuna va morir l'any 1922, als 53 anys d'edat.